# Goldfield (Nevada)
Goldfield è un census-designated place di 268 abitanti degli Stati Uniti d'America, capoluogo della Contea di Esmeralda dello stato del Nevada.

## Storia
La comunità, nata nel 1902, ha raggiunto una popolazione di circa 30 000 abitanti nel 1906, ed è divenuta capoluogo della contea nel 1907. Tra il 1903 e il 1910 è stata la più grande città del Nevada.
Virgil Earp, fratello di Wyatt Earp, impersonato da John Huston nel film Sfida all'O.K. Corral, è stato vice sceriffo a Goldfield, dove è morto di polmonite il 19 ottobre 1905.